# 씨벌교황
씨벌교황은 대한민국의 네티즌으로, 2000년대부터 2017년 무렵 딴지일보 독투 게시판과 디시인사이드 등지에서 활동하였던 악플러이다. 본명은 박씨로 추정되나 정확하게 알려지지 않았다.(아래에 서술되어 있다.)

## 활동
여러 사이트에서 거친 말투와 욕설, 각종 비논리적인 주장을 하거나 다른 네티즌을 깔보는 태도를 보였고, 딴지일보 게시판을 1500페이지 가까이 도배를 하거나 사이트를 해킹하여 기사를 임의로 편집하는 등 수많은 악행으로 유명하였다. 디시인사이드의 유저들이 이 유저와 처음 대적할 때는 매너있게 상대하였으나 점차 반말과 욕설로 대응하기 시작하였는데, 이는 자유롭고 매너있던 디시인사이드가 흙탕물로 변해버렸다는, 디시인사이드의 역사에 있어 중요한 분기점이 된다고 평가된다. 디시인사이드와 딴지일보는 이 악플러를 실제로 고소하려다가 취하가 되었는데, 이와 맞물려 씨벌교황이 실제로 부자이거나 권력자라는 등 소문이 돌고 많은 추종자들을 불러 일으키기도 하였다. 디시인사이드 설립자 김유식은 이에 관해 매일경제의 칼럼에 법망을 슬쩍 비켜나가는 게시물 등록법과 신원을 찾기 힘들도록 도망다녀 고소에 실패한 것이라고 하였다.
그가 누구인지 알려진 것은 없다. 씨벌교황 본인은 자신의 신원에 대해 에스페란토와 영어 등 다국어에 능통하고 고급승용차 여러 대를 소유하고 재산도 1700억 원대의 소유하였다고 소개한 바가 있으나, 일각에선 딴지일보가 만들어낸 가상의 인물이라는 설, 성이 박씨이고 군에서 험한 임무를 맡았다는 설 등이 제기되었다.

## 같이 보기
- 딴지일보
- 디시인사이드